# ハッピーレシピ
『ハッピーレシピ』はスイートまいん&ラブリーみちか(福原遥・出野泉花)のシングル。
NHK教育「クッキンアイドル アイ!マイ!まいん!」初のキャラクターソング。カップリングはミニドラマを収録。

## 収録曲
1. ハッピーレシピ
作詞・作曲・編曲：橋本由香利
2. スペシャルミニドラマ「ランチョンライドでデュエット危機一髪?!」
3. フレンド
作詞・作曲・編曲：橋本由香利
4. ハッピーレシピ（inst.）
5. フレンド（inst.）